# Utva 75
Az Utva 75 jugoszláv dugattyús motoros oktató és gyakorló repülőgép, melyet az 1970-es évek végétől gyártott a pancsovai Utva repülőgépgyár. A típust V−53 jelzéssel a Jugoszláv Néphadsereg alapfokú kiképző repülőgépként rendszeresítette.

## Története
1975-ben tervezték az Utva Aero 3 felváltására az Utva repülőgépgyárban a belgrádi Repüléstechnikai Intézet, a Belgrádi Műszaki Egyetem Gépészmérnöki kara szakemberei, valamint a mostari SOKO repülőgépgyár közreműködésével. A fejlesztés alapjául az Utva 66-os gép szolgált. A prototípus 1976. május 19-én hajtotta végre az első felszállást. 1977-ben kezdődött el a sorozatgyártás. Több változatban gyártották 1985-ig. Összesen 136 darab készült belőle. A kétszemélyes gyakorló és kiképző alapváltozat mellett gyártották a négyszemélyes könnyű szállító változatát is. A gyakorló változat szárnya alatt könnyű fegyverzet (50 és 100 kg-os bombák, 57 mm-es földi célok elleni nem irányított rakéták, 7,62 mm-es géppuska) rögzítésére szolgáló felfüggesztő csomópontot helyeztek el. A gép vitorlázók vontatására is alkalmas.

## Alkalmazása

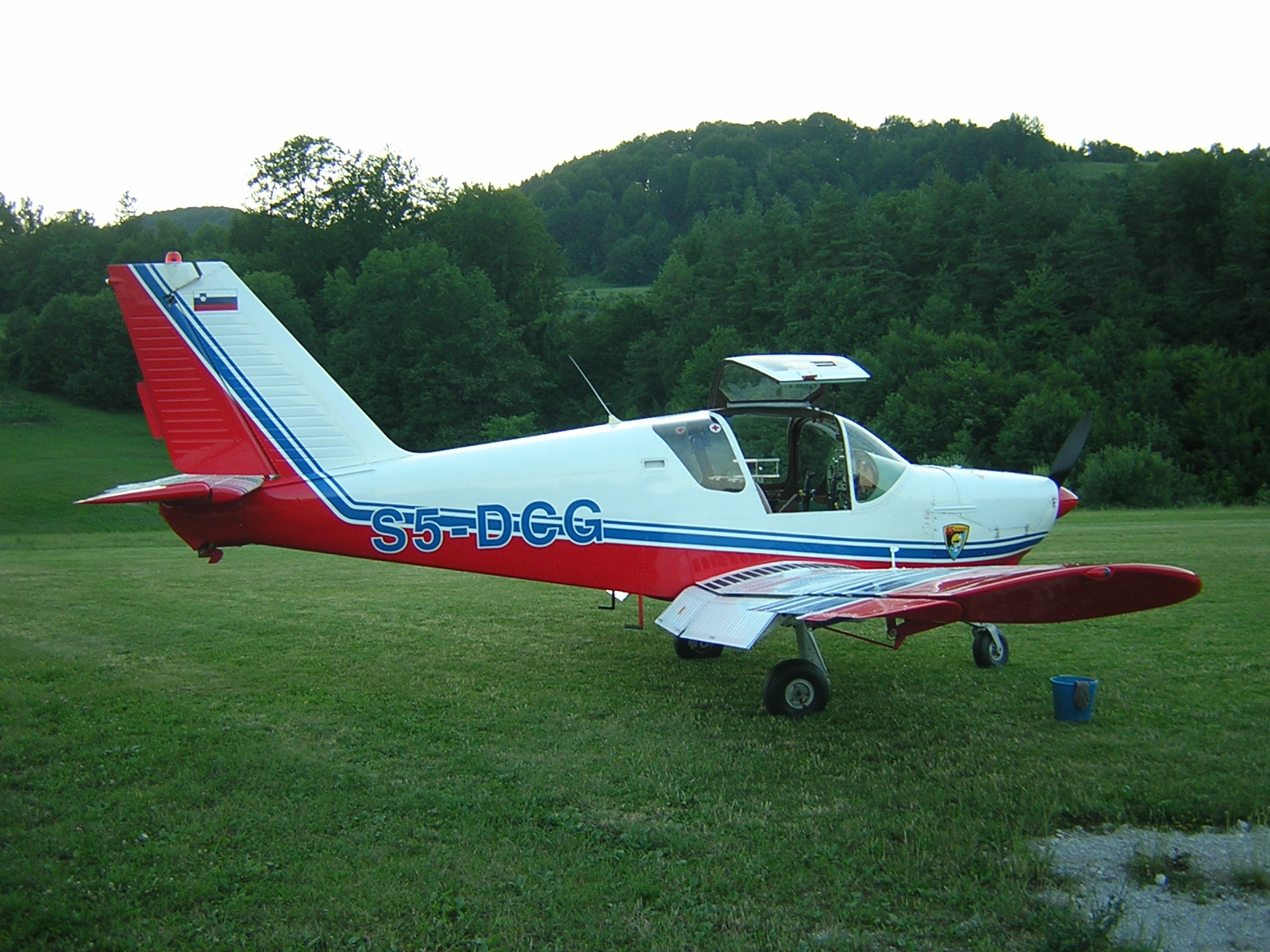
Szlovén Utva 75-ös

A gépet 1979-ben a Jugoszláv Néphadseregben rendszeresítették alapfokú kiképzésre. Jugoszlávia felbomlása után valamennyi utódállamban üzemben maradt. A gépet a délszláv háborúban harci szerepkörben is alkalmazták, elsősorban a horvát és a boszniai oldalon. Napjainkban magánszemélyek tulajdonában mint sport- és szabadidő repülőgép is megtalálható.

## Típusváltozatok
- Utva 75A21 − kétszemélyes kiképző változat
- Utva 75A41 − négyszemélyes (egy pilóta és három utas) könnyű utasszállító, sport és szabadidő-repülőgép változat
- Utva 75AG − Kísérleti mezőgazdasági változat, melyből egy prototípus készült. Az 1988-ban épített, YU-XAF lajstromjelű gép a pancsovai repülőgépgyár 1999. áprilisi bombázásakor megsemmisült.

## Műszaki adatok (Utva 75A21)

### Geometriai méretek és tömegadatok
- Hossz: 7,11 m
- Fesztáv: 9,73 m
- Magasság: 3.15 m
- Szárnyfelület: 14,63 m²
- Üres tömeg: 685 kg
- Legnagyobb felszálló tömeg: 960 kg

### Motor
- Száma: 1 db
- Típusa: Avco Lycoming IO–360–B1F négyhengeres léghűtéses boxermotor
- Felszálló teljesítmény: 134 kW (180 LE)

### Repülési jellemzők
- Gazdaságos utazósebesség: 175 km/h
- Legnagyobb sebesség: 215 km/h
- Átesési sebesség: 100 km/h
- Hatótávolság: 800 km
- Legnagyobb repülési magasság: 4000 m
- Emelkedőképesség: 4 m/s
- Szárny felületi terhelése: 223 kg/m²